# وی‌تان
وی‌تان (به ویتنامی: Vị Thanh) یک شهر در ویتنام است که در استان هاوجانگ واقع شده‌است.

## خصوصیات
وی‌تان ۷۳٬۰۱۰ نفر جمعیت دارد.

## تقسیمات اداری
شهر وی‌تانبه ۵ ناحیه و ۴ قصبه تقسیم شده است.
- ‌ ناحیه‌ها (Phường)
  - ناحیه یکم (Phường I)
  - ناحیه دوم (Phường II)
  - ناحیه سوم (Phường III)
  - ناحیه چهارم (Phường IV)
  - ناحیه پنجم (Phường V)

- قصبه‌ها (xã)
  - وی‌تان (Vị Tân)
  - تان‌تیئن (Tân Tiến)
  - هواتیئن (Hỏa Tiến)
  - هوالیو (Hỏa Lựu)